# Resolució 1924 del Consell de Seguretat de les Nacions Unides
La Resolució 1924 del Consell de Seguretat de les Nacions Unides fou adoptada per unanimitat el 27 de maig de 2010. Després de reafirmar les resolucions 1893 (2009) i 1911 (2010) sobre la situació a Costa d'Ivori i 1885 (2009) a Libèria, el Consell va prorrogar el mandat de l'Operació de les Nacions Unides a Costa d'Ivori (ONUCI) fins al 30 de juny de 2010, pendent de futures recomanacions per a la seva revisió.
El Consell de Seguretat va assenyalar que calia temps per examinar les recomanacions en l'informe del Secretari General de les Nacions Unides Ban Ki-moon sobre la situació al país, que expressava la seva desil·lusió els retrocessos en el procés de pau de Costa d'Ivori i va suggerir que el personal de la UNOCI cresqués en àrees de més risc per oferir suport a les eleccions. Les eleccions al país s'havien retardat des del 2005; el secretari general va declarar que, malgrat "la temptació de caure en la frustració i abandonar" el país, no volia abandonar a la dissort al poble de Costa d'Ivori.
La resolució va determinar que la situació a Costa d'Ivori constituïa una amenaça per a la pau i la seguretat internacionals a la regió i, en virtut del Capítol VII de la Carta de les Nacions Unides, va ampliar el mandat de la UNOCI (determinat a la Resolució 1739 (2007)) fins al 30 de juny de 2010. El mandat de les forces franceses també es va estendre a la mateixa data.